# Габриэл Дапанчули
Габриэл Дапанчули (груз. გაბრიელ დაფანჩული) — грузинский дидебули-азнаури первой половины IX века, сторонник монашеской деятельности Григория Хандзтийского в Кларджети.
Габриэл Дапанчули упоминается в «Житие Григория Хандзтели» Георгия Мерчуле как «мтавари», «эрисмтавари», «знатный азнаури», «великий мтавар», известный своим богатством, влиянием и «благочестивой верой». Он также назван «дворянином царя», что, по всей видимости, указывает на его подчинённость Ашоту I Куропалату. Владел земельными угодьями в Кларджети, недалеко от монастыря, основанного Грегорием Хандзтийского. Габриэл стал первым, кто оказал материальную поддержку строительству Хандзтского монастыря. В благодарность в монастыре было установлено поминовение рода Дапанчули.
Из сочинения Мерчуле известно также о семье Габриэла — его жене Мариям и детях: Патрике, Гуараме, Аршуша и Абуласати. Прозвище «Дапанчули» (в древнегрузинском языке дапанчва означает «рассеивать» или «рассыпать») стало родовой фамилией его потомков — «ныне потомки его зовутся Дапанчули». Представителем этого же рода был и епископ Анчи начала X века — Езра.
Помимо «Житие Григория Хандзтели», имя «Дапанчули» упоминается также в завещании церковного деятеля X–XI веков Закарии Банели, на основании чего его также считают представителем дома Дапанчули.